# Kinyinya (Burundi)
Kinyinya è un comune del Burundi situato nella provincia di Ruyigi con 53.038 abitanti (censimento 2008).

## Geografia antropica

### Suddivisioni amministrative
Il comune è suddiviso in 17 colline.